# Гебхард I (Кверфурт)
Гебхард I фон Кверфурт (на немски: Gebhard I von Querfurt; * ок. 970; † ок. 1017) е господар на Кверфурт.

## Произход и наследство
Той е син на граф Брун II Стари фон Кверфурт-Шрапелау († 19 октомври 1009/17) и съпругата му Ида († пр. 1009). Брат е на Свети Брун фон Кверфурт „Млади“ († 9 март 1009), архиепископ на Хайден 1004.
Гебхард I наследява господството Кверфурт.

## Фамилия
Гебхард I се жени за фон Ветин, дъщеря на граф Бурхард IV в Хасегау († 982) и Емма фон Мерзебург (* 942). Те имат децата:
- Ида фон Кверфурт, графиня в Нордтюрингенгау, омъжена за граф Бернхард фон Суплинбург († ок. 1069), баба на император Лотар III
- Бурхард I фон Кверфурт, господар на Кверфурт